# Sainte-Barbe-sur-Gaillon
Sainte-Barbe-sur-Gaillon foi uma antiga comuna francesa na região administrativa da Normandia, no departamento de Eure. Estendia-se por uma área de 4,19 km². Em 2010 a comuna tinha 251 habitantes (densidade: 59,9 hab./km²).
Em 1 de janeiro de 2016, passou a formar parte da nova comuna de Le Val-d'Hazey.